# Zenklova (Praha)

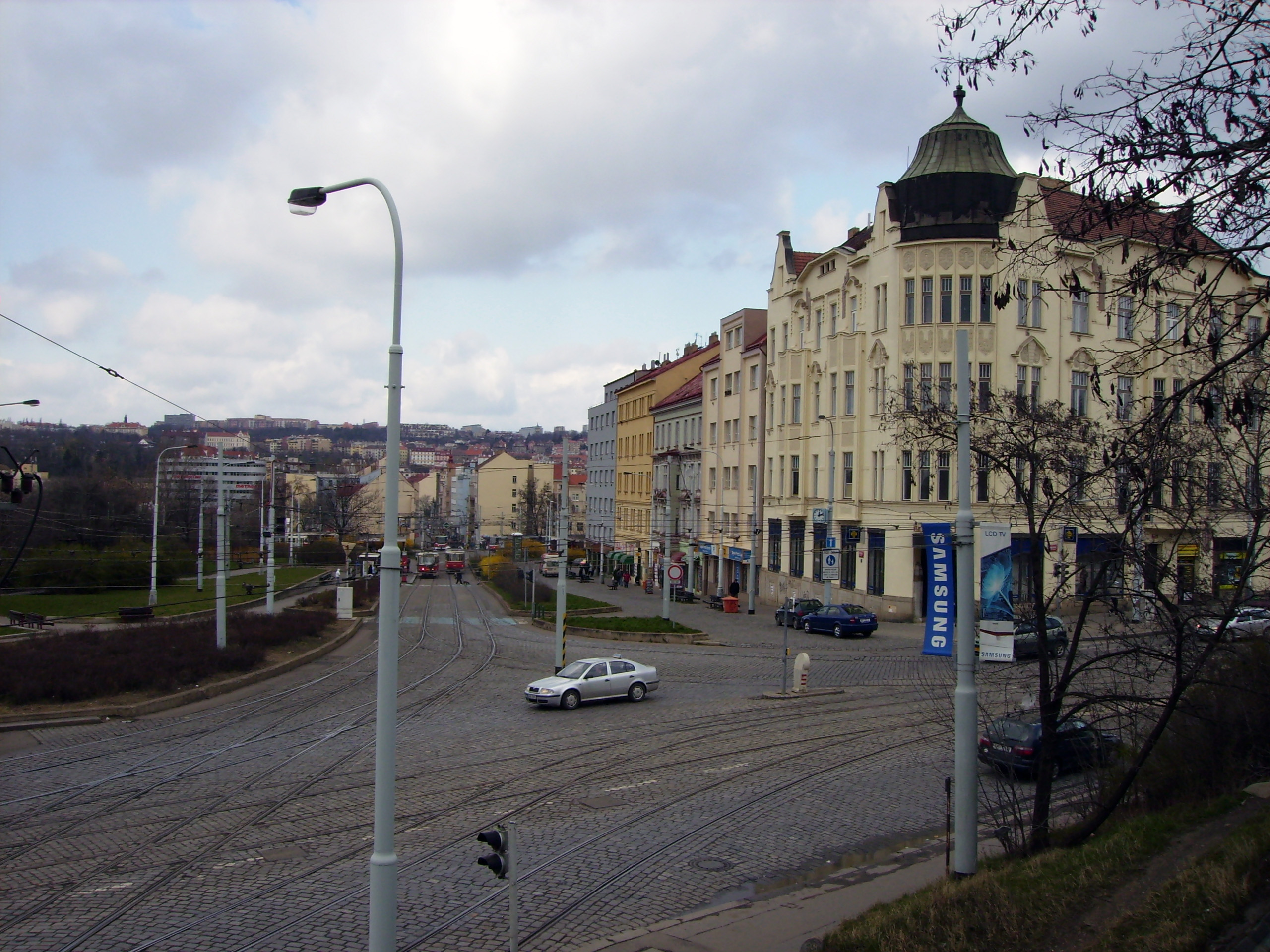
Pohled na Zenklovu ulici od křižovatky se Sokolovskou ulicí z původní křižovatky Palmovka

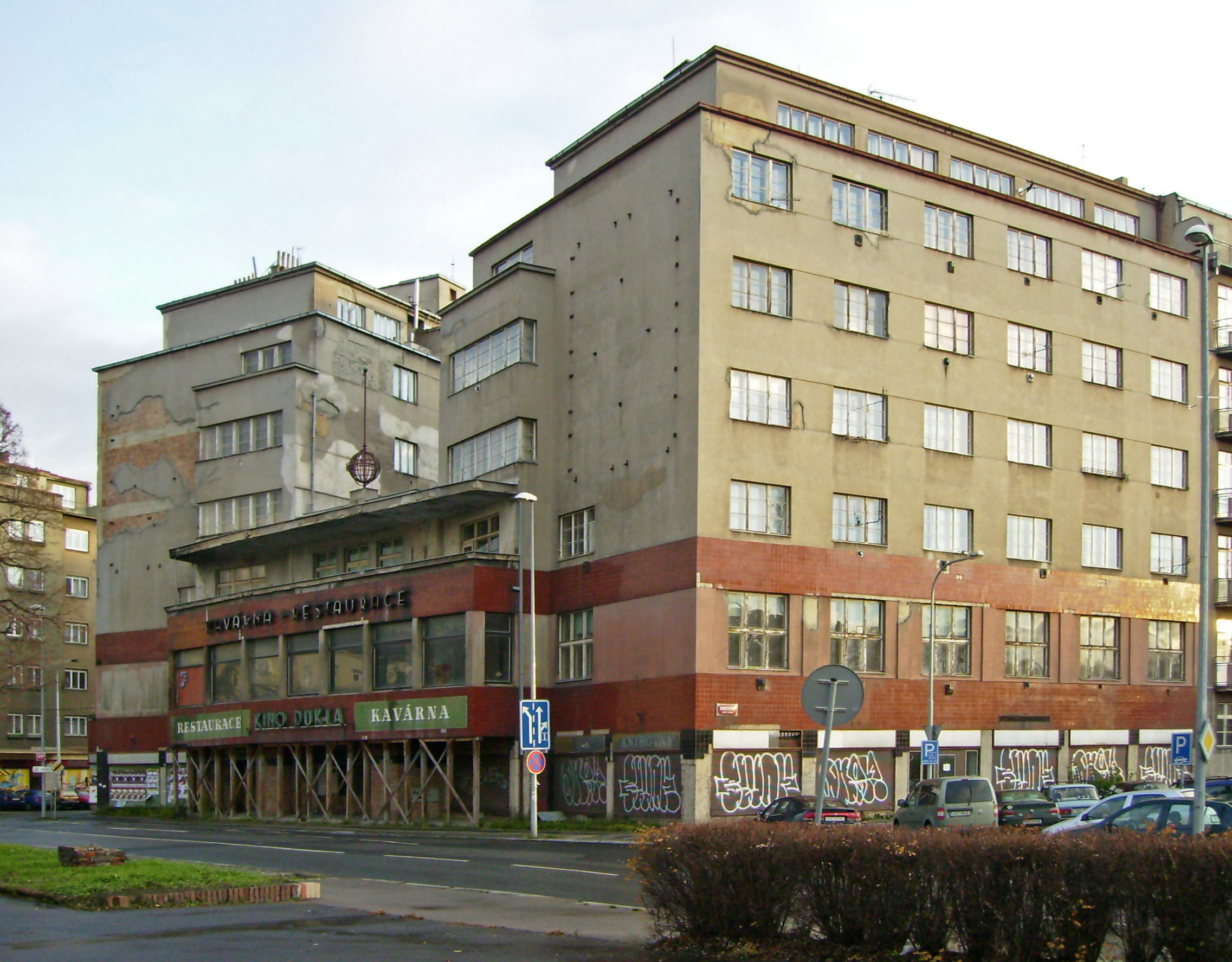
Palác Svět na rohu Zenklovy a Elsnicova náměstí

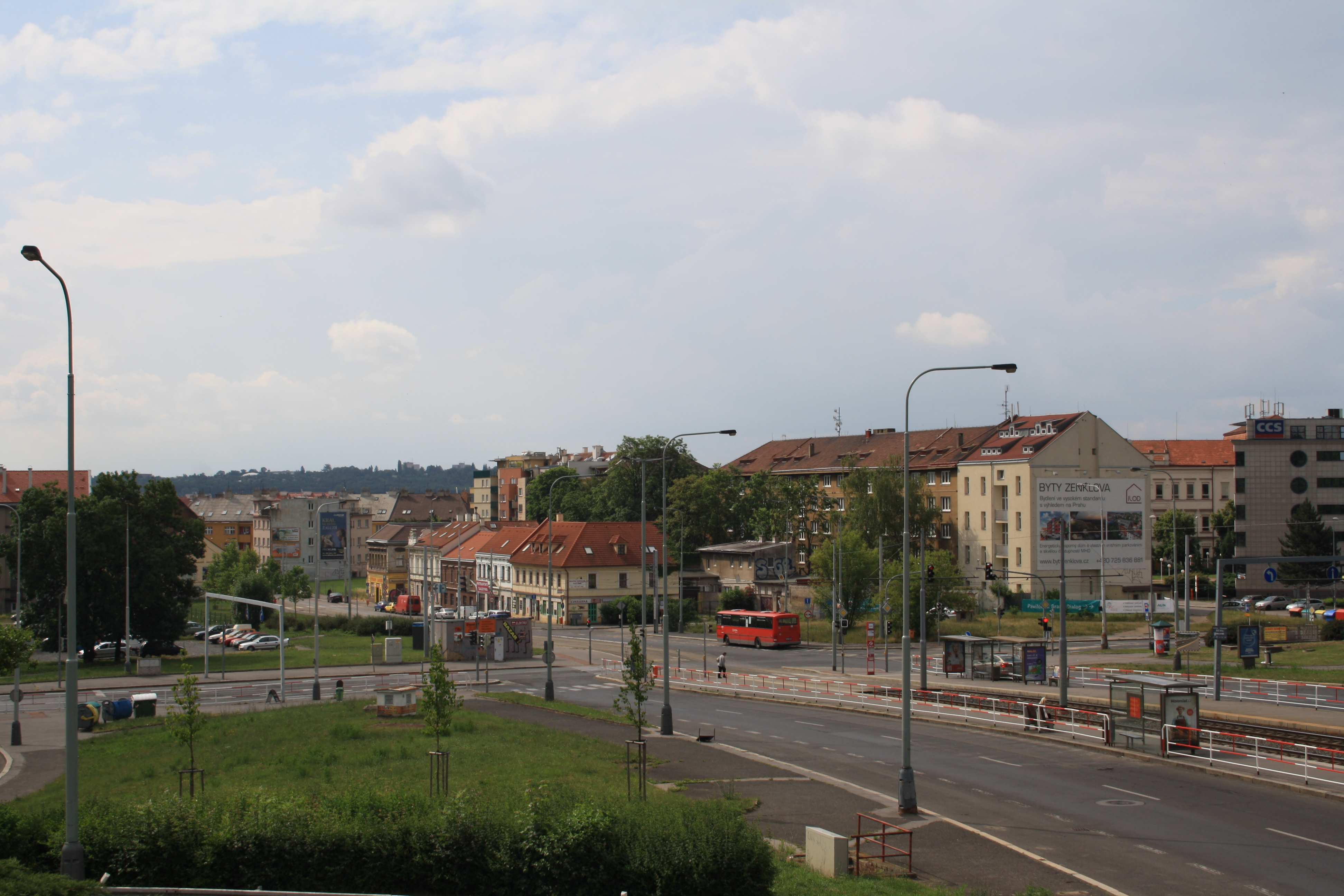
Křižovatka s ulicí Bulovka nedaleko od Nemocnice Na Bulovce, pohled od severu

Zenklova je pražská ulice, jejíž převážná část leží ve čtvrti Libeň. Byla pojmenována podle prvorepublikového politika Petra Zenkla. Prochází od jihu nejprve k severu a později k severozápadu městskou částí Praha 8 z Libně od Palmovky do Kobylis směrem ke Kobyliskému náměstí.

## Průběh ulice a přilehlé zajímavé stavby
Ulice začíná v křižovatce s ulicí Sokolovská (takzvaná křižovatka Horní Palmovka). Po celé délce Zenklovy ulice je vedena tramvajová trať. Z křižovatky Horní Palmovka vychází tramvajová trať Ohrada – Palmovka, charakteristická tím, že je celá vedena na samostatném tělese. Od křižovatky Horní Palmovka funguje Zenklova ulice jako pěší zóna. Těsně před křižovatkou Dolní Palmovka, ve které odbočuje tramvajová trať na Libeňský most, se několik set metrů západně nachází zachovaná staniční budova bývalého nádraží Praha-Libeň dolní nádraží. Samotná křižovatka Dolní Palmovka se nachází přímo nad západním vestibulem stanice metra linky B Palmovka. Výrazným orientačním bodem křižovatky je Nová libeňská synagoga, dnes využívaná především pro pořádání výstav a kulturních akcí. V rohovém domě (Zenklova 236/24) na nároží s dnešní ulicí U synagogy fungoval v letech 1869–1901 úplně první libeňský poštovní úřad. Ten se poté přestěhoval do nárožního domu (Zenklova 523/48) na rohu dnešní ulice Světova a vydržel tam až do roku 1942, do přestěhování do novostavby na dnešní ulici Sokolovská. Označení pošty v letech 1901–1942 bylo Praha 22. Ve vzdálenosti několika set metrů se na Zenklově ulici nachází Divadlo pod Palmovkou, dříve působící pod názvem Divadlo S. K. Neumanna. Před betonovým mostem přes Rokytku prochází ulice kolem Paláce Svět, známého z literárního díla Bohumila Hrabala. Ten nedaleko odtud v ulici Na hrázi bydlel a pracoval. Za mostem, na okraji parčíku na Elsnicově náměstí před Libeňským zámkem stojí pomník primátora Jana Podlipného, postavený zde za jeho zásluhy o připojení Libně k Praze. Pokud se vydáme Zenklovou ulicí dále severním směrem, tak za Libeňským zámkem mineme Libeňskou sokolovnu, kostel sv. Vojtěcha a Bílý dům, sídlo úřadu městské části Praha 8. Dále podchází Zenklova ulice Povltavskou ulici a železniční trať Holešovické přeložky. Ulice odtud vede vzhůru do kopce, v křižovatce zvané pomístním názvem U kříže se nalézá stejnojmenná tramvajová zastávka, ze Zenklovy ulice zde odbočuje Podlipného ulice, ve které bydlel významný básník a libeňský sokolský činovník Karel Hlaváček, dále také Prosecká ulice, významná komunikace spojující Libeň s Prosekem a Letňany. V těchto místech je projektován komplex tunelových staveb označovaný jako Libeňská spojka. Ta má ústit v rozlehlé mimoúrovňové křižovatce Vychovatelna s napojením na Proseckou radiálu. Nedaleko od křižovatky s ulicí Bulovka stojí Nemocnice Na Bulovce. Celý úsek ulice Zenklova od Elsnicova náměstí až po křižovatku s ulicí Bulovka prošel v roce 2018 kompletní rekonstrukcí. Nedaleko od křižovatky s ulicí Na Korábě stojí dům, který si zde nechal postavit ve své době známý motocyklový závodník Václav Vondřich. Jižně od MÚK Vychovatelna je umístěna tramvajová měnírna Rokoska. V témže prostoru při bývalém křížení s ulicí V Holešovičkách byl v roce 2009 vybudován originální památník Operace Anthropoid. Na nároží ulic Zenklovy a U třešňovky fungoval poštovní úřad Praha 85 (PSČ 18005). Asi sto metrů před severním ukončením Zenklovy ulice byl hostinec Na Vlachovce, známý svým spojením s dechovkou (hudební pořad Československé televize Sejdeme se na Vlachovce). Zenklova ulice končí v křižovatce s ulicemi Nad Šutkou, Trojská a Klapkova na jihovýchodním okraji Kobylis nedaleko od Kobyliského náměstí.

## Starší pojmenování a význam pro MHD
Před přejmenováním na Zenklovu ulici byla společně s ulicí Klapkovou označována jako třída Rudé armády, za Protektorátu Čechy a Morava v době nacistické okupace se nazývala Kirchmayerova třída. Mezi dvěma světovými válkami se část dnešní Zenklovy od Palmovky po dnešní Horovo náměstí jmenovala Primátorská, zbytek pak Fügnerova. Zenklova ulice je významná komunikační tepna celé Libně. Po celé délce jí prochází tramvajová trať se sedmi zastávkami. V minulosti zde byly dvě tramvajové smyčky: U kříže a Vychovatelna. V úseku Elsnicovo náměstí–Prosecká ulice byla vedena manipulační trolejbusová trať. Ta napojovala trolejbusové garáže Švábky na trať U kříže–Cukrovar Čakovice.